# 李赫
李 赫（り かく、リ・ヘ、1992年1月1日 - ）は、中華人民共和国の囲碁棋士。黒龍江省出身、中国囲棋協会所属、五段。穹窿山兵聖杯世界女子囲碁選手権、百霊杯中国女子囲棋オープン戦、女子名人戦優勝など。

## 経歴
大慶市生まれ。4歳から大慶の囲碁学校で学ぶ。2003年全国児童戦女子組に優勝し、清風少年囲棋隊入りする。2005年初段、国家女子囲棋隊入り。同年百霊製薬杯中国囲棋女子新老対抗戦に出場して4戦全勝。2006年全国囲棋個人戦女子部7位、大理旅遊杯ベスト16。2007年百霊杯中国女子囲棋オープン戦決勝で葉桂に2-1で優勝、建橋杯3位。2008年女子新人王戦決勝で范蔚菁に2-0で優勝。同年第1回ワールドマインドスポーツゲームズで、兪斌と男女ペア戦に出場し4位。2009年二段、正官庄杯世界女子囲碁最強戦に中国チーム2番手として出場、3人抜きして中国優勝を果たす。2010年全国智力運動会女子個人戦2位、三段。2011年女子名人戦決勝で陳一鳴を破り優勝、スポーツアコードワールドマインドゲームズで団体戦とペア戦の2種目で金メダル獲得。
2012年、芮廼偉九段を破って第3回穹窿山兵聖杯世界女子囲碁選手権優勝し、五段へ昇段。同年名人戦ベスト32進出。2018年に黄龍士杯で5人抜き。
2015年女子甲級リーグ15勝3敗の成績で最優秀選手、閉会式で自作の詩を披露した。2023年山西チームで出場し優勝、MVP。中国棋士ランキング2010年85位。2016年から韓国女子囲碁リーグに外援として出場。

### タイトル歴
国際棋戦
- 穹窿山兵聖杯世界女子囲碁選手権 2012年
- スポーツアコードワールドマインドゲームズ女子個人戦 2012年

国内棋戦
- 百霊杯中国女子囲棋オープン戦 2007年
- 女子新人王戦 2008、10-11年
- 全国女子囲棋精英戦 2008年
- 黄龍士佳源杯女子名人戦 2011年
- 全国囲棋個人戦女子部 2016年、2019年
- 建橋杯女子囲棋公開戦 2023年
- 中国女子職業囲棋名手深圳招待戦 2023年

### その他の棋歴
国際棋戦
- 大理旅遊杯世界女子プロ囲碁選手権戦 ベスト16 2006年（○朴紹炫、×矢代久美子）
- 遠洋地産杯世界女子プロオープン戦 ベスト16 2007年
- 穹窿山兵聖杯世界女子囲碁選手権 
  - 2010年 ベスト8（○張凱馨、×黒嘉嘉）
  - 2011年 1回戦敗退（×朴志娟）
  - 2012年 優勝（○崔精、○黒嘉嘉、○於之瑩、○芮廼偉）
  - 2013年 ベスト4（○陳宛瑜、○蕭愛霖、×王晨星）
  - 2015年 ベスト4（○向井千瑛、○牛栄子、×朴鋕恩）
  - 2016年 ベスト4（○崔精、○宋容慧、×呉侑珍）
  - 2019年 ベスト8（○黒嘉嘉、×芮廼偉）
- 呉清源杯世界女子囲碁選手権 2018年ベスト4、2019年ベスト4、2020年ベスト8
- スポーツアコードワールドマインドゲームズ
  - 2011年 団体戦優勝、男女ペア先優勝（朴文尭とペア）
  - 2012年 女子個人戦優勝、男女ペア戦準優勝（江維傑とペア）
- 国際新鋭囲碁対抗戦
  - 2007年 2-1（○廖冠泓、○向井千瑛、×朴志娟）
  - 2008年 3-0（○謝依旻、○簡立宸、 ○李瑟娥）
- 正官庄杯世界女子囲碁最強戦
  - 2009年 3-0（○朴鋕恩、○梅沢由香里、○李玟眞）
  - 2010年 0-1（×朴鋕恩）
  - 2011年 0-1（×文度媛）
- 黄龍士双登杯世界女子囲棋勝抜戦
  - 2011年 3-0（○謝依旻、○張凱馨、○朴鋕恩）
  - 2013年 0-1（×崔精）
  - 2015年 0-1（×呉政娥）
  - 2017年 2-1（○呉政娥、○謝依旻、○呉侑珍）
  - 2018年 5-1（○牛栄子、○金美里、○謝依旻、○金多瑛、○王景怡、×呉侑珍）
  - 2019年 0-1（×呉侑珍）
- 華頂茶業杯世界女流囲碁団体戦/天台山森然楊帆杯世界女子囲棋団体選手権戦
  - 2013年 2-1（○朴鋕恩、○黒嘉嘉、×謝依旻）
  - 2017年 3-0（○牛栄子、○張正平、○朴鋕恩）
  - 2018年 1-2（×金彩瑛、○張凱馨、×上野愛咲美）
- 湖盤杯ソウル新聞世界女子囲碁覇王戦 2022年 2-1（○藤沢里菜、○呉侑珍、×上野愛咲美）
- アジア競技大会 2022年女子団体戦優勝
- 中韓国女子対抗戦 2013年 0-1（×崔精）
- おかげ杯国際新鋭対抗戦 2017年優勝

国内棋戦・その他
- リコー杯囲棋混双戦 優勝 2008年（王檄とペア）
- 黄龍士佳源杯女子名人戦 準優勝 2010年
- 建橋杯女子囲棋公開戦 準優勝 2016年、3位 2007年、
- 全国女子囲棋国手戦 準優勝 2012年
- 全国囲棋個人戦女子部 2006年7位、2010年4位、2023年5位
- 中国・天台山体彩杯全国女子囲棋公開戦 2022年3位
- 全国智力運動会
  - 2009年 女子個人戦2位
  - 2011年 女子個人戦3位、女子団体戦2位（貴州チーム）
  - 2019年 女子快棋戦3位、女子団体戦2位（陝西チーム）
  - 2023年 女子個人戦準優勝
- 中華人民共和国全国運動会 2017年女子個人戦6位
- 百霊杯戦
  - 2005年 4-0
  - 2008年 4-0（○華学明、○徐瑩、○葉桂、○芮廼偉）
  - 2009年 3-3（○孔傑、○王檄、×古力、×謝赫、×朴文尭、○孔傑）
  - 2010年 0-1（×劉小光）
  - 2011年 1-1（○劉小光、×阮雲生）
- 中国女子囲棋甲級リーグ戦
  - 2013年（深圳福田） 4-3
  - 2015年（洛陽君河湾）15-3
  - 2016年（洛陽君河湾）8-10
  - 2017年（中信置業洛陽）11-7
  - 2018年（中信置業洛陽）7-11
  - 2019年（陝西天元棋院）13-6
  - 2020年（粮忻谷都古城）9-8
  - 2021年（陝西天元棋院）11-7
  - 2023年（山西書海路鑫）11-7、優勝、MVP
- 韓国女子囲碁リーグ
  - 2016年（扶安コムソ塩）2-1
  - 2017年（浦項ポスコケムテク）1-4

## 注
1. ↑  http://www.qipai.org.cn/news-46862.html 中国棋牌网